# Goulden Cove
Die Goulden Cove (französisch Anse Goulden) ist eine Bucht an der Südküste von King George Island im Archipel der Südlichen Shetlandinseln. Sie ist die südlichere zweier Buchten am Kopfende des Ezcurra-Fjords in der Admiralty Bay.
Teilnehmer der Fünften Französischen Antarktisexpedition (1908–1910) nahmen im Dezember 1909 Vermessungen der Admiralty Bay vor, so dass die Benennung der hier beschriebenen Bucht vermutlich auf den Expeditionsleiter Jean-Baptiste Charcot zurückgeht. Der Namensgeber ist nicht bekannt. Das Advisory Committee on Antarctic Names übertrug die französische Benennung im Jahr 1952 ins Englische.